# Liste des clubs de golf en suisse

## 9 trous
- Aaretal
- Axenstein
- Brigels
- Bubikon
- Bürgenstock
- Les Coullaux
- Dolder
- Domaine du Brésil
- Flühli-Sörenberg
- Fricktal
- Gotthard Realp
- Heidiland
- Klosters
- Matterhorn
- Nuolen
- Oberburg
- Rastenmoos
- Riederalp
- Schinznach Bad
- Sedrun
- Source du Rhône
- Thunersee
- Unterengstringen
- Vulpera
- Winterberg

## 18 trous
- Alvaneu Bad
- Appenzell
- Arosa
- Ascona
- Bad Ragaz
- Basel
- Bern
- Blumisberg
- Bodensee Weissensberg
- Les Bois
- Bonmont
- Bossey (se situe sur le territoire français et appartient aux deux fédérations)
- Crans-sur-Sierre
- Davos
- Domaine Impérial
- Domat/Ems
- Engadin Samedan
- Engadin Zuoz-Madulain
- Engelberg-Titlis
- Ennetsee
- Entfelden
- Erlen
- Esery (se situe sur le territoire français et appartenant aux deux fédérations)
- Gams-Werdenberg
- Genève
- La Gruyère
- Gstaad-Saanenland
- Heidental
- Hittnau
- Interlaken-Unterseen
- Küssnacht
- Kyburg
- Lägern
- LaLargue
- Lausanne
- Lavaux
- Lenzerheide
- Leuk
- Limpachtal
- Lipperwil
- Losone (Gerre Losone)
- Lucerne
- Lugano
- Maison Blanche
- Markgräflerland Kandern
- Montreux
- Neuchâtel
- Obere Alp
- Ostschweizerischer
- Payerne
- Rheinblick
- Schloss Goldenberg
- Schönenberg
- Sempachersee
- Sierre
- Signal de Bougy
- Sion
- Verbier
- Villars
- Vuissens
- Waldkirch
- Wallenried
- Wylihof
- Ybrig
- Zurich